# Eefje Paddenburg
Eefje Paddenburg (Noordwijk (Zuid-Holland), 3 september 1999) is een Nederlands actrice.

## Biografie
Paddenburg is de dochter van een kapper (vader) en een houder van een winkel in verzorgingsartikelen en kinderkleding (moeder). Haar moeder had ook aspiraties om acteur te worden, maar zou dat niet in daden omzetten.
Zij doorliep de middelbare school in Noordwijkerhout (Teylingen College Leeuwenhorst, 2012-2018) en aansluitend de Toneelschool Arnhem (2018-2022). Die acteursopleiding sloot aan op KunstKlank van Herma van Piekeren In Noordwijk, hetgeen leidde tot optredens bij Stage Entertainment.
Echter, al voordat ze naar de middelbare school ging, stond ze al op de podia, eerst tussen de gordijnen thuis (leiding zus Ilke) en vervolgens debuterend in de musicalversie Ciske de Rat (2009). Daarna is ze eigenlijk constant bezig geweest met optredens. In november 2022 sloot ze zich na een auditie met Hans Kesting aan bij Internationaal Theater Amsterdam; ze was door ITA gevraagd te komen auditeren, terwijl ze nog met de studie bezig was. Ze kreeg als begeleidster aldaar Maria Kraakman.
Zus Ilke Paddenburg en broer Joep Paddenburg (De slag om de Schelde) acteren (zus regisseert ook) beiden opgeleid aan ArtEZ; beiden hebben gewerkt of werken bij ITA (gegevens 2023).
Ze heeft een relatie met acteur Keanu Visscher en zingt ze als hobbyist in een bandje (gegevens 2023). 

## Werkzaamheden
- 2009 Musical; Ciske de Rat
- 2010: Film: Foeksia de Miniheks
- 2010-2015: Televisieserie Caps Club
- 2011: Musical: Mary Poppins
- 2012: Film: Sweet Love
- 2013: Musical: Hij Gelooft in Mij
- 2017: Televisieserie Zenith
- 2019: Film: Vlam
- 2020: Film: Selfmade Man
- 2020: Muziekclips: Change will come & Annie's Song voor Dutch Lily Masters
- 2021: Toneel: Storm voor wie wakker is (House of Nouws)
- 2022: Theater: BAAAAAA (Circus Treurdier)
- 2023: Theater: Mijn lieve gunsteling, ITA onder leiding van Ivo van Hove; gebaseerd op werk van Marieke Lucas Rijneveld
- 2023: Theater: Bloedbruiloft, ITA onder leiding van Wim Vandekeybus; een dubbelrol
- 2023: Theater: Penthesilea, ITA onder leiding van Eline Arbo
- 2024: Theater: Julie, ITA onder leiding van Rebecca Frecknall
- 2024: Televisie: Een van ons, Fenna Schepenaer